# Quadern d'Aram
El Quadern d'Aram és un llibre de Maria Àngels Anglada publicat el 1997, en què es tracta l'angoixa radical del genocidi armeni, en què un conjunt de matances i deportacions massives de la població armènia de l'actual territori de Turquia varen ser realitzades per l'Imperi Otomà entre finals del segle xix i especialment entre els anys 1915 i 1916, durant el règim dels Joves Turcs.
Com El violí d'Auschwitz, la novel·la que Anglada dedicà a l'holocaust perpetrat als camps nazis, Quadern d'Aram és una denúncia dels crims contra la humanitat. Malgrat que les dues últimes novel·les de Maria Àngels Anglada tracten un tema difícil i delicat, s'hi constaten algunes diferències, sobretot quant al to i a la tècnica narrativa. El violí d'Auschwitz manté un altíssim nivell de dramatisme (s'hi expliquen les duríssimes condicions de vida en un camp d'extermini) des de l'inici fins al final de la trama, mentre que Quadern d'Aram conté alguns elements que atenuen la tragèdia. Per altra banda, la diversitat de narradors que intervenen en la darrera novel·la és un altre element diferenciador.